# En Concert 1981
1. REDIRECCIÓN Usuario:Jmlfoto/Taller/En Concert 1981